# SSW Super 1000
Der Typ SSW Super 1000 ist ein von der Schichau-Seebeck-Werft (SSW) in Bremerhaven entworfener Feeder-Schiffstyp. Die Schiffe des Typs wurden für mehrere deutsche Reedereien gebaut.

## Geschichte
Die SSW entwickelte den Typ ab Mitte der 2000er Jahre. Das Typschiff Anna Sibum wurde im August 2007 abgeliefert, es folgten die Grete Sibum im März 2008 und die Stefan Sibum im Januar 2009. Die Reederei Bernd Sibum in Haren/Ems hatte ursprünglich noch ein viertes Schiff der Baureihe bestellt. Das mit dem Namen Hermann Sibum geplante Schiff konnte aber aufgrund der Insolvenz der Werft nicht mehr gebaut werden. Nach dem Konkurs der SSW-Werft wurden 20 weitere Einheiten des Typs bei den chinesischen Werften Jiangdong Changjiang Shipyard in Wuhu und Sainty Marine in Jiangdu, Provinz Jiangsu, in Auftrag gegeben.
2017 wurde die Wes Amelie bei German Dry Docks in Bremerhaven als weltweit erstes Containerschiff für den Betrieb mit Flüssigerdgas umgerüstet. Ende September 2021 war das mittlerweile in Elbblue umbenannte Schiff das erste Containerschiff, das mit CO2-neutralem, synthetischem Erdgas bebunkert wurde.

## Beschreibung

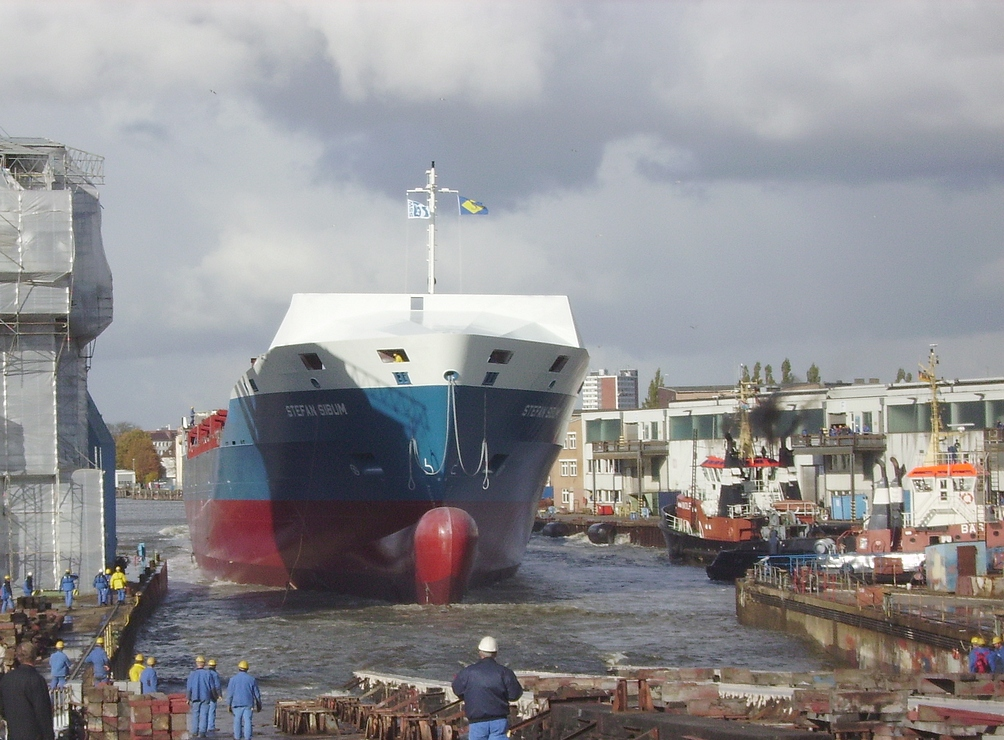
Stapellauf des letzten Containerschiffes bei der SSW, der Stefan Sibum am 17. Oktober 2008

Die Schiffe sind als Mehrzweck-Trockenfrachtschiffe mit achtern angeordnetem Deckshaus ausgelegt. In der Hauptsache werden die Schiffe in nordeuropäischen Containerfeederdiensten eingesetzt, weshalb sie mit der finnischen Eisklasse 1A konstruiert sind. Die Kapazität beträgt 1036 TEU, von denen 714 TEU an Deck und 322 TEU in den Laderäumen gestaut werden können. Bei einer homogenen Beladung mit 14 Tonnen schweren 20-Fuß-Containern ist der Transport von bis zu 745 TEU möglich. An Bord können bis zu 257 Kühlcontainer in 114 Positionen im Laderaum und 136 Positionen an Deck angeschlossen werden. Die Schiffe haben drei Laderäume mit einem Kornraum von 17767,5 Kubikmetern, die mit hydraulischen Klapplukendeckeln verschlossen werden.
Der Antrieb der Schiffe besteht aus einem Viertakt-Dieselmotor des Typs MaK 9M43C, beziehungsweise MAN 8L48/60 mit einer Leistung von jeweils 9000 kW. Der Motor treibt einen Wellengenerator und den Verstellpropeller an und ermöglicht eine Geschwindigkeit von 19 Knoten. Weiterhin stehen zwei Hilfsdiesel und ein Notdiesel-Generator zur Verfügung. Die An- und Ablegemanöver werden durch ein Bugstrahlruder mit einer Leistung von 800 kW unterstützt.

Der SSW Super 1000 diente als Entwurfsgrundlage für den ab 2018 in Fahrt gesetzten LNG-fähigen Typ SMB 1400.

## Die Schiffe

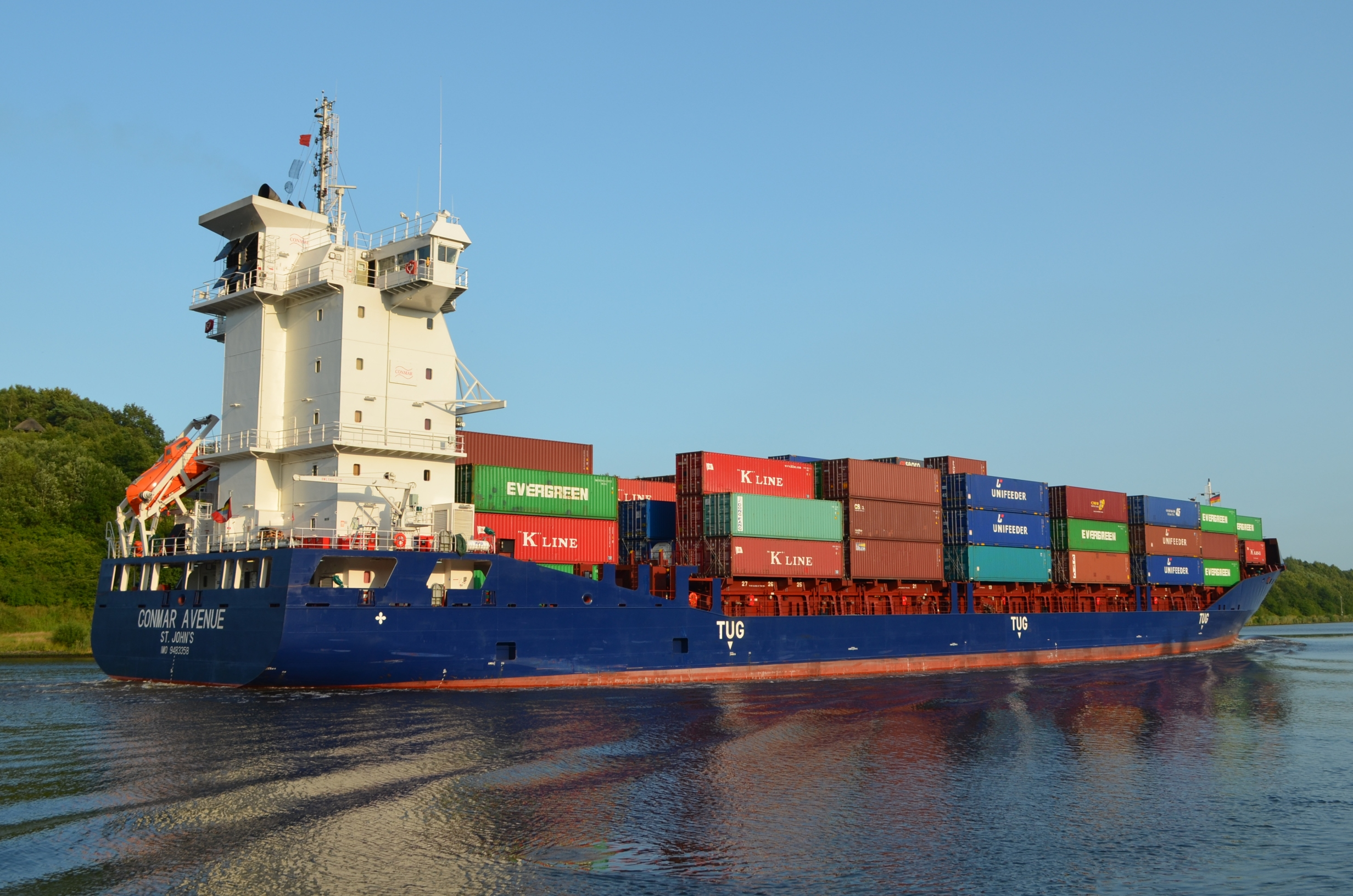
Die Conmar Avenue, der letztgebaute SSW Super 1000

| SSW Super 1000                               | SSW Super 1000                      | SSW Super 1000 | SSW Super 1000                    | SSW Super 1000                    | SSW Super 1000                                                                      |
| Bauname                                      | Bauwerft Baunummer                  | IMO- Nummer    | Kiellegung Stapellauf Ablieferung | Auftraggeber                      | Umbenennungen und Verbleib                                                          |
| -------------------------------------------- | ----------------------------------- | -------------- | --------------------------------- | --------------------------------- | ----------------------------------------------------------------------------------- |
| Anne Sibum                                   | SSW 2028                            | 9396696        | 15.11.2006 07.07.2007 30.08.2007  | Reederei Bernd Sibum, Haren (Ems) | 2021 CMA CGM Galicia → 2023 CMA CGM Nador, so 2024 in Fahrt                         |
| Grete Sibum                                  | SSW 2033                            | 9398773        | 12.07.2007 22.02.2008 31.03.2008  | Reederei Bernd Sibum, Haren (Ems) | abgeliefert als Delta Hamburg → 2011 Grete Sibum → 2021 Elbwinter, so 2024 in Fahrt |
| Stefan Sibum                                 | SSW 2034                            | 9461594        | 05.03.2008 17.10.2008 10.12.2008  | Reederei Bernd Sibum, Haren (Ems) | 2021 CMA CGM Murcia → 2023 CMA CGM Dakhla, so 2024 in Fahrt                         |
| Hercules J                                   | Jiangdong Changjiang JD 1000 TEU-1  | 9430193        | 03.12.2007 01.06.2008 27.11.2009  | Reederei Jüngerhans, Haren (Ems)  | so 2024 in Fahrt                                                                    |
| Nordic Hamburg                               | Jiangdong Changjiang JD 1000 TEU-2  | 9514755        | 21.12.2007 16.10.2008 04.05.2010  | Nordic Hamburg Shipping, Hamburg  | so 2024 in Fahrt                                                                    |
| AS Franconia                                 | Sainty Jiangdu 07STIG051            | 9483669        | 15.01.2009 xx.xx.2010 11.06.2010  | Nordic Hamburg Shipping, Hamburg  | 2011 Nordic Philip → 2018 X-Press Elbe, so 2024 in Fahrt                            |
| Phoenix J                                    | Jiangdong Changjiang JD 1000 TEU-3  | 9504047        | 11.01.2008 16.10.2009 28.09.2010  | Reederei Jüngerhans, Haren (Ems)  | so 2024 in Fahrt                                                                    |
| AS Frisia                                    | Sainty Jiangdu 07STIG052            | 9483671        | 15.07.2009 05.12.2009 18.10.2010  | Nordic Hamburg Shipping, Hamburg  | 2011 Nordic Stani → 2018 X-Press Agility, so 2024 in Fahrt                          |
| Nordic Bremen                                | Jiangdong Changjiang JD 1000 TEU-4  | 9514767        | 28.12.2008 28.09.2009 05.01.2011  | Nordic Hamburg Shipping, Hamburg  | abgeliefert als Daniela B → 2017 Aries J, so 2024 in Fahrt                          |
| AS Florentia                                 | Sainty Jiangdu 07STIG053            | 9483683        | 20.11.2009 27.05.2010 23.02.2011  | Nordic Hamburg Shipping, Hamburg  | 10/2011 Nordic Luebeck → 2021 Nieves B, so 2024 in Fahrt                            |
| Amisia J                                     | Jiangdong Changjiang JD 1000 TEU-5  | 9504035        | 28.12.2008 02.09.2009 12.05.2011  | Wessels Reederei, Haren (Ems)     | abgeliefert als WES Carina → 2021 Elbwave, so 2024 in Fahrt                         |
| WES Amelie                                   | Jiangdong Changjiang JD 1000 TEU-6  | 9504059        | 01.01.2007 02.12.2009 17.08.2011  | Wessels Reederei, Haren (Ems)     | 2021 Elbblue → 2023 Seaboard Blue, so 2024 in Fahrt                                 |
| Bernhard Schepers                            | Sainty Jiangdu 07STIG235            | 9492505        | 28.12.2009 08.03.2011 16.05.2011  | HS Schiffahrt, Haren (Ems)        | so 2024 in Fahrt                                                                    |
| AS Fredericia                                | Sainty Jiangdu 07STIG054            | 9483695        | xx.xx.2011 12.10.2011             | Nordic Hamburg Shipping, Hamburg  | abgeliefert als Nordic Bremen → 2019 Nordica, so 2024 in Fahrt                      |
| WES Gesa                                     | Jiangdong Changjiang JD 1000 TEU-7  | 9504061        | 29.04.2010 02.12.2011 05.01.2012  | Wessels Reederei, Haren (Ems)     | so 2024 in Fahrt                                                                    |
| Heinrich Schepers                            | Sainty Jiangdu 07STIG236            | 9584475        | 2010 09.07.2011 20.01.2012        | HS Schiffahrt, Haren (Ems)        | 2023 Heinrich, so 2024 in Fahrt                                                     |
| Helena Schepers                              | Sainty Jiangdu 07STIG237            | 9584487        | 30.11.2010 22.08.2011 25.01.2012  | HS Schiffahrt, Haren (Ems)        | so 2024 in Fahrt                                                                    |
| Katharina Schepers                           | Sainty Jiangdu 07STIG238            | 9584865        | 20.07.2010 06.12.2010 16.05.2012  | HS Schiffahrt, Haren (Ems)        | so 2024 in Fahrt                                                                    |
| WES Janine                                   | Jiangdong Changjiang JD 1000 TEU-8  | 9504073        | 23.12.2008 21.06.2011 23.05.2012  | Wessels Reederei, Haren (Ems)     | 2021 Elbwater, so 2024 in Fahrt                                                     |
| Conmar Bay                                   | Jiangdong Changjiang JD 1000 TEU-9  | 9458975        | 01.10.2007 08.12.2010 18.06.2012  | Conmar Shipping, Jork             | 2019 Samskip Estrela → 2020 Conmar Bay → 2022 Skalar, so 2024 in Fahrt              |
| Lindaunis                                    | Jiangdong Changjiang JD 1000 TEU-10 | 9483334        | 06.03.2011 06.09.2011 27.06.2012  | Brise Schiffahrts GmbH, Hamburg   | 2020 Elbwind, so 2024 in Fahrt                                                      |
| Maasholm                                     | Jiangdong Changjiang JD 1000 TEU-11 | 9483346        | 06.09.2011 10.11.2011 28.06.2012  | Brise Schiffahrts GmbH, Hamburg   | 2020 Einstein, so 2024 in Fahrt                                                     |
| Conmar Avenue                                | Jiangdong Changjiang JD 1000 TEU-12 | 9483358        | 30.12.2008 16.05.2012 22.10.2012  | Conmar Shipping, Jork             | 2023 Isabella B, so 2024 in Fahrt                                                   |
| Daten: Equasis, Fleetmon, Miramar Ship Index |                                     |                |                                   |                                   |                                                                                     |